# バルバラ・シェット
バルバラ・シェット＝イーグル（Barbara SchettーEagle, 1976年3月10日 - ）は、オーストリア・インスブルック出身の元女子プロテニス選手。当地の女子テニス選手として世界ランキングの最高順位を記録した人で、シングルス7位・ダブルス8位に入り、単複とも世界トップ10入りを果たした選手である。身長176cm、体重67kg。右利き、バックハンド・ストロークは両手打ち。WTAツアーでシングルス3勝、ダブルス10勝を挙げた。日本語メディアでは名前だけ英語読みを用いたバーバラ・シェットの表記も見られる。

## 来歴
1992年にプロ入り。1993年から女子テニス国別対抗戦・フェドカップのオーストリア代表選手になり、2004年まで12年連続出場を果たす。シェットは1994年の全豪オープンで4大大会にデビューし、同年の全仏オープンから本戦に直接出場したが、この年は唯一の出場となった「ジャパン・オープン」の準々決勝で第1シードの伊達公子に敗れたことがある。1996年、シェットは初めて全豪オープンで4回戦に進出し、7月第3週にイタリア・パレルモ大会でシングルス・ダブルスの両部門に初優勝を果たす。これがバルバラ・シェットの女子ツアー大会初優勝で、両方とも初めてのタイトル獲得であった。1997年8月に地元オーストリアの「マリア・ランコヴィッツ」大会でシングルス2勝目を挙げる。
1999年、シェットはシングルスで多くの好成績を出し、全豪オープン4回戦・全仏オープン3回戦・ウィンブルドン4回戦進出に続いて、全米オープンベスト8進出で4大大会のシングルス自己最高成績を出した。この準々決勝で、第12シードのシェットは第3シードのビーナス・ウィリアムズに 4-6, 3-6 で敗れた。全米オープン8強進出の後、シェットはシングルスで自己最高の世界ランキング「7位」に入り、初めての世界トップ10入りを果たした。オーストリアの女子テニス選手が世界トップ10に入ったのは、1996年に10位まで到達したバルバラ・パウルス以来2人目であった。1999年11月、シェットは世界ランキング上位16名だけが参加できる女子ツアー年間最終戦「チェイス選手権」に出場権を得て、V・ウィリアムズとの2回戦まで進出したが、彼女がこの大会に参加できたのは1度だけだった。
2000年には、シェットは全豪オープンで3年連続4度目の4回戦進出があり、全仏オープンでも初めての4回戦に進んだ後、シドニー五輪にもオーストリア代表選手として出場した。オリンピックでは女子シングルスでベスト8に入り、準々決勝でロシア代表のエレーナ・デメンチェワに 6-2, 2-6, 1-6 の逆転で敗れた。しかし、年末の最終ランキングが20位台に落ちたため、シェットはチェイス選手権の出場権を逃した。2001年の全豪オープンで、バルバラ・シェットは混合ダブルス部門でジョシュア・イーグル（オーストラリア）とペアを組み、初めて4大大会の決勝戦に勝ち進む。混合ダブルス決勝で、シェットとイーグルの組はエリス・フェレイラ（南アフリカ）&コリーナ・モラリュー（アメリカ）組に 1-6, 3-6 で敗れて準優勝になった。2001年全仏オープンで、シェットは1回戦で第2シードのビーナス・ウィリアムズを 6-4, 6-4 のストレートで破ったが、2年連続進出となった4回戦で第14シードのジュスティーヌ・エナンに 3-6, 4-6 で敗れた。
バルバラ・シェットはフェドカップのオーストリア代表選手として、2002年に世界上位8ヶ国の「ワールドグループ」でチームを最高成績の準決勝進出に導いた。初めてのフェド杯準決勝でオーストリアはスペインに2勝3敗で敗れたが、シェットはシングルス第3試合でコンチタ・マルティネスを破っている。2004年にオーストリアは2年ぶり2度目の準決勝に進出し、シェットは準々決勝の対アメリカ戦で出場3試合すべてに勝利したが、続く準決勝のロシア戦にシェットが出場できず、オーストリアはロシアに5戦全敗で敗れてしまった。シェットはフェドカップのオーストリア代表選手として、チーム歴代2位の「30勝18敗」（シングルス19勝13敗、ダブルス11勝5敗）の成績を残した。シェットは2005年全豪オープンを最後に、28歳で現役を引退した。
2006年8月、シェットは国際テニス連盟から「テニスに貢献した選手の賞」（Awards for Services to the Game）を授与された。一緒に選ばれた選手は総計13名で、その中にはジュジャ・ケルメツィ（ハンガリー）、クルト・ニールセン（デンマーク）、加茂公成（日本）、ジーナ・ガリソン（アメリカ）、アンナ・スマシュノワ（イスラエル）、リーンダー・パエス（インド）などがいる。
2007年7月、彼女は2001年全豪オープンの混合ダブルス準優勝パートナーだったジョシュア・イーグルと結婚した。2009年に長男を出産している。

## WTAツアー決勝進出結果

### シングルス: 6回 (3勝3敗)
| 大会グレード         |
| -------------------- |
| グランドスラム (0–0) |
| ティア I (0–1)       |
| ティア II (0–0)      |
| ティア III (1–1)     |
| ティア IV & V (2–1)  |

| 結果   | No. | 決勝日         | 大会                   | サーフェス        | 対戦相手                 | スコア        |
| ------ | --- | -------------- | ---------------------- | ----------------- | ------------------------ | ------------- |
| 優勝   | 1.  | 1996年7月21日  | パレルモ               | クレー            | ザビーネ・ハック         | 6–3, 6–3      |
| 優勝   | 2.  | 1997年8月3日   | マリア・ランコヴィッツ | クレー            | ヘンリエッタ・ナギョワ   | 3–6, 6–2, 6–3 |
| 準優勝 | 1.  | 1998年7月19日  | パレルモ               | クレー            | パティ・シュナイダー     | 1–6, 7–5, 2–6 |
| 準優勝 | 2.  | 1998年8月14日  | ボストン               | ハード            | マリアン・デ・スウォート | 6–3, 6–7, 5–7 |
| 準優勝 | 3.  | 1999年10月24日 | モスクワ               | カーペット (室内) | ナタリー・トージア       | 6–2, 4–6, 1–6 |
| 優勝   | 3.  | 2000年7月16日  | クラーゲンフルト       | クレー            | パティ・シュナイダー     | 5–7, 6–4, 6–4 |

### ダブルス: 19回 (10勝9敗)
| 結果   | No. | 決勝日        | 大会                 | サーフェス        | パートナー                       | 対戦相手                                                    | スコア        |
| ------ | --- | ------------- | -------------------- | ----------------- | -------------------------------- | ----------------------------------------------------------- | ------------- |
| 優勝   | 1.  | 1996年7月21日 | パレルモ             | クレー            | ヤネッテ・フサロバ               | フロレンシア・ラバト バーバラ・リットナー                   | 6–1, 6–2      |
| 準優勝 | 1.  | 1996年11月3日 | モスクワ             | カーペット (室内) | シルビア・ファリナ               | ラリサ・ネーランド ナタリア・メドベデワ                     | 6-7, 6-4, 1-6 |
| 優勝   | 2.  | 1997年7月20日 | パレルモ             | クレー            | シルビア・ファリナ               | フロレンシア・ラバト メルセデス・パス                       | 2–6, 6–1, 6–4 |
| 準優勝 | 2.  | 1998年4月12日 | アメリアアイランド   | クレー            | パティ・シュナイダー             | マリー・ピエルス サンドラ・カシック                         | 6–7, 6–4, 6–7 |
| 優勝   | 3.  | 1998年5月3日  | ハンブルク           | クレー            | パティ・シュナイダー             | マルチナ・ヒンギス ヤナ・ノボトナ                           | 7–6, 3–6, 6–3 |
| 準優勝 | 3.  | 1998年7月19日 | パレルモ             | クレー            | パティ・シュナイダー             | パブリナ・ノーラ エレナ・ワグナー                           | 4–6, 2–6      |
| 優勝   | 4.  | 1999年1月10日 | オークランド         | ハード            | シルビア・ファリナ               | セダ・ノーランデル マルレーネ・ワインガルトナー             | 6–2, 7–6(2)   |
| 準優勝 | 4.  | 1999年4月4日  | ヒルトン・ヘッド     | クレー            | パティ・シュナイダー             | エレーナ・リホフツェワ ヤナ・ノボトナ                       | 1–6, 4–6      |
| 準優勝 | 5.  | 2000年7月16日 | クラーゲンフルト     | クレー            | パティ・シュナイダー             | ラウラ・モンタルボ パオラ・スアレス                         | 6–7, 1–6      |
| 準優勝 | 6.  | 2000年10月8日 | フィルダーシュタット | ハード (室内)     | アランチャ・サンチェス・ビカリオ | マルチナ・ヒンギス アンナ・クルニコワ                       | 4–6, 2–6      |
| 準優勝 | 7.  | 2001年1月7日  | オークランド         | ハード            | エマヌエル・ガリアルディ         | アレクサンドラ・フセ リタ・グランデ                         | 6–7(4), 3–6   |
| 優勝   | 5.  | 2001年1月14日 | シドニー             | ハード            | アンナ・クルニコワ               | リサ・レイモンド レネ・スタブス                             | 6–2, 7–5      |
| 優勝   | 6.  | 2002年5月5日  | ハンブルク           | クレー            | マルチナ・ヒンギス               | ダニエラ・ハンチュコバ アランチャ・サンチェス・ビカリオ     | 6–1, 6–1      |
| 準優勝 | 8.  | 2003年1月12日 | ホバート             | ハード            | パトリシア・ワーツシュ           | エレーナ・リホフツェワ カーラ・ブラック                     | 5–7, 6–7(1)   |
| 優勝   | 7.  | 2003年2月9日  | パリ                 | カーペット (室内) | パティ・シュナイダー             | マリオン・バルトリ ステファニー・コーエン＝アロロ           | 2–6, 6–2, 7–6 |
| 準優勝 | 9.  | 2004年1月16日 | ホバート             | ハード            | エルス・カレンズ                 | 浅越しのぶ 岡本聖子                                         | 6–2, 4–6, 3–6 |
| 優勝   | 8.  | 2004年2月15日 | パリ                 | カーペット (室内) | パティ・シュナイダー             | フランチェスカ・スキアボーネ シルビア・ファリナ・エリア     | 6–3, 6–2      |
| 優勝   | 9.  | 2004年5月2日  | ブダペスト           | クレー            | ペトラ・マンデュラ               | ヴィラーグ・ネーメト アグネシュ・サバイ                     | 6–3, 6–2      |
| 優勝   | 10. | 2004年8月8日  | ストックホルム       | ハード            | アリシア・モリク                 | エマニュエレ・ガグリアルディ アンナ＝レナ・グローネフェルト | 6–3, 6–3      |

## 4大大会シングルス成績
略語の説明
| W | F | SF | QF | #R | RR | Q# | LQ | A | Z# | PO | G | S | B | NMS | P | NH |

W=優勝, F=準優勝, SF=ベスト4, QF=ベスト8, #R=#回戦敗退, RR=ラウンドロビン敗退, Q#=予選#回戦敗退, LQ=予選敗退, A=大会不参加, Z#=デビスカップ/BJKカップ地域ゾーン, PO=デビスカップ/BJKカッププレーオフ, G=オリンピック金メダル, S=オリンピック銀メダル, B=オリンピック銅メダル, NMS=マスターズシリーズから降格, P=開催延期, NH=開催なし.
| 大会           | 1994 | 1995 | 1996 | 1997 | 1998 | 1999 | 2000 | 2001 | 2002 | 2003 | 2004 | 2005 | 通算成績 |
| -------------- | ---- | ---- | ---- | ---- | ---- | ---- | ---- | ---- | ---- | ---- | ---- | ---- | -------- |
| 全豪オープン   | LQ   | 1R   | 4R   | 3R   | 4R   | 4R   | 4R   | 3R   | 3R   | 1R   | 2R   | 2R   | 20–11    |
| 全仏オープン   | 1R   | 1R   | 1R   | 1R   | 1R   | 3R   | 4R   | 4R   | 2R   | 3R   | 1R   | A    | 11–11    |
| ウィンブルドン | 1R   | A    | 2R   | 2R   | 2R   | 4R   | 1R   | 3R   | 2R   | 2R   | 1R   | A    | 10–10    |
| 全米オープン   | 1R   | 1R   | 2R   | 2R   | 3R   | QF   | 2R   | 4R   | 2R   | 2R   | 1R   | A    | 14–11    |